# Carl Koch (director)

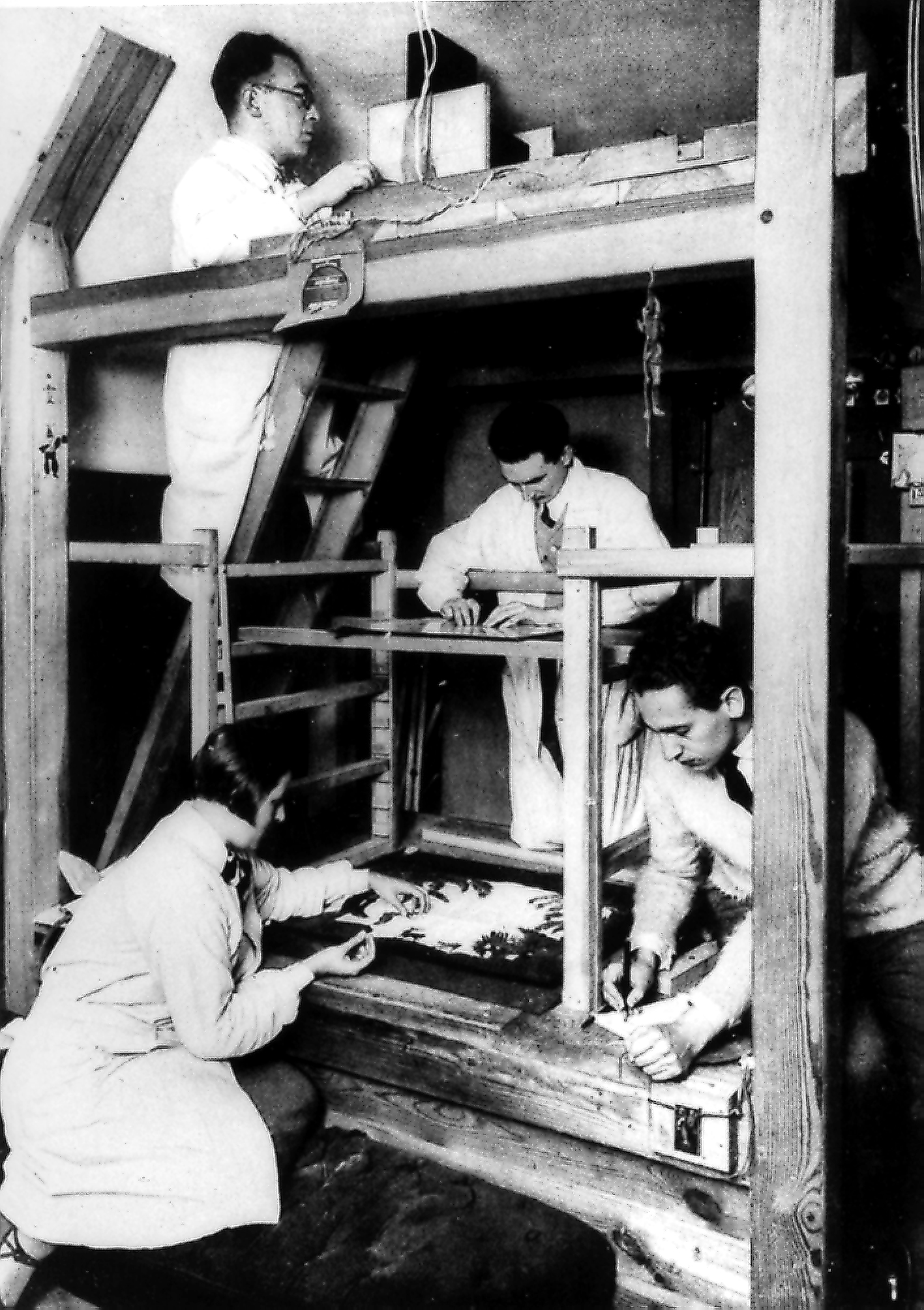
La pionera alemana del cine de animación con siluetas, Lotte Reiniger, con su marido y socio Carl Koch; Walter Türck y Alexander Kardan trabajando en la cámara multiplae.

Carl Koch (Nümbrecht, Alemania, 30 de julio de 1892 - Barnet, Gran Bretaña, diciembre 1963) es un director y escritor de origen alemán. Amigo y colaborador de Bertolt Brecht y Jean Renoir, abandonó Alemania en 1936, huyendo de los nazis con su esposa, la cineasta Lotte Reiniger. Luego trabajó en Francia, Italia y Gran Bretaña. Finalmente se estableció en Londres con su esposa en 1949.

## Filmografía

### Realizador
- 1926 : Die Abenteuer des Prinzen Achmed co-realizada con Lotte Reiniger
- 1930 : Die Jagd nach dem Glück co-realizada con Lotte Reiniger y Rochus Gliese
- 1931 : Mann ist Mann (cortometraje) co-realizado con Bertolt Brecht
- 1941 : Tosca con Michel Simon e Imperio Argentina en el papel de Tosca
- 1942 : Una signora dell'ovest con Michel Simon
- 1954 : Puss in Boots (cortometraje) co-realizado con Lotte Reiniger

### Guionista
- 1937 : La gran ilusión de Jean Renoir (consejero técnico)
- 1938 : La marsellesa de Jean Renoir (colaboración)
- 1939 : La regla del juego  de Jean Renoir (colaboración)
- 1941 : Tosca con Michel Simon e Imperio Argentina en el papel de Tosca
- 1942 : Una signora dell'ovest con Michel Simon
- 1954 : Night of the Silvery Moon de Donald Taylor